# Mark Leno
Pour les articles homonymes, voir Leno.
Mark Leno, né le 24 septembre 1951 à Milwaukee (Wisconsin), est un homme politique américain. Membre du Parti démocrate, il siège à l'Assemblée de l'État de Californie de 2002 à 2008, puis au Sénat de l'État de Californie de 2008 à 2016.

## Engagement politique
Mark Leno est membre du Parti démocrate. Il représente successivement le 8e district au conseil des superviseurs de San Francisco de 1998 à 2002, le 13e district à l'Assemblée de l'État de Californie de 2002 à 2008, puis le 3e district (2008-2012) et 11e district (2012-2016) au Sénat de l'État de Californie.
Membre du caucus législatif LGBT de Californie (en), il est le premier homme ouvertement homosexuel élu au Sénat de l'État. Il est auparavant l'un des deux premiers hommes ouvertement homosexuels, avec John Laird (en), à siéger à l'Assemblée de l'État.
Candidat à la mairie de San Francisco en 2018, il est battu de justesse au dernier tour par London Breed, par 50,55 % des voix face à 49,45 %.